# Trioxyde de tungstène
Pour les articles homonymes, voir Oxyde de tungstène.
Le trioxyde de tungstène, ou oxyde de tungstène(VI), est un composé chimique de formule WO3. Il s'agit d'un solide cristallisé présentant une intense coloration jaune-vert à température ambiante, virant à l'orange par chauffage. Il est insoluble dans l'eau et les acides, mais peut réagir avec l'eau pour former de l'acide tungstique H2WO4, qui est en réalité son monohydrate WO3·H2O. C'est d'ailleurs sous forme d'hydrates qu'on le rencontre dans la nature, à travers des minéraux rares tels que la tungstite (en) WO3·H2O (monohydrate) et la meymacite WO3·2H2O (dihydrate). Avec les métaux alcalins et alcalino-terreux, il forme des sels appelés tungstates.
La structure cristalline du trioxyde de tungstène dépende de la température : elle est triclinique de −50 à 17 °C, monoclinique de 17 à 330 °C, orthorhombique de 330 à 740 °C et tétragonale au-dessus de 740 °C. Sa forme la plus courante est monoclinique, avec le groupe d'espace P21/n.

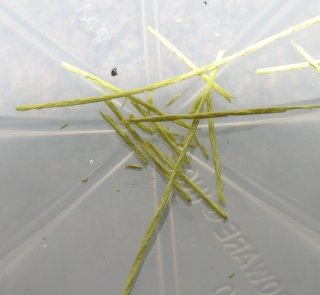
Cristaux de trioxyde de tungstène.

Le trioxyde de tungstène est un intermédiaire dans la production de tungstène à partir de ses minerais après traitement par des bases et avant d'être réduit en tungstène métallique par le carbone ou l'hydrogène :
2 WO3 + 3 C → 2 W + 3 CO2 (température élevée) ;
WO3 + 3 H2 → W + 3 H2O (de 550 à 850 °C).
On peut obtenir du trioxyde de tungstène de plusieurs manières. Il est par exemple possible de faire réagir de la scheelite, ou tungstate de calcium CaWO4, avec de l'acide chlorhydrique HCl pour obtenir de l'acide tungstique H2WO4, lequel se déshydrate à température élevée :
CaWO4 + 2 HCl → CaCl2 + H2WO4 ;
H2WO4 → H2O + WO3.
Une autre manière couramment utilisée pour produire du trioxyde de tungstène consiste à calciner du paratungstate d'ammonium (NH4)10(H2W12O42)·4H2O dans un milieu oxydant :
(NH4)10(H2W12O42)·4H2O → 12 WO3 + 10 NH3 + 10 H2O.
Le trioxyde de tungstène est couramment utilisé pour produire des tungstates pour le revêtement luminescent des écrans à rayons X, pour l'ignifugation des textiles et dans des détecteurs de gaz. On l'utilise également comme pigment dans des céramiques et des peintures en raison de sa couleur jaune soutenue.
Le trioxyde de tungstène est également utilisé pour produire du verre électrochrome. Il s'agit de verre dont les propriétés de transmission optique sont modulables en fonction de la tension électrique appliquée.